# Adela y Matilde o Los cinco últimos años de la dominación española en el Perú
Adela y Matilde o Los cinco últimos años de la dominación española en el Perú, es una novela histórica escrita por el militar español Ramón Soler y publicada en Madrid en 1843.

## Sobre el autor
Aunque al publicarse por primera vez su autor únicamente se identificó como el coronel D.R.S., la obra se atribuye al entonces coronel de caballería don Ramón Soler de quien se sabe que combatió en la guerra contra el francés, pasó a América con la expedición Morillo y que durante la guerra de independencia peruana alcanzó el grado de teniente coronel en el regimiento de Granaderos de la Guardia que mandaba el brigadier Valentín Ferraz. De su obra como escritor son también conocidos sus "Calendarios militares, ilustrados, históricos y noticiosos" entre otros escritos referentes a la milicia y publicados también en "La Revista Militar" de la que fue colaborador. En 1851 se desempeñaba como subdirector del colegio militar de caballería.

## Argumento de la obra
Como señala el título de la obra, esta narra los amores, vivencias y penurias de dos damas peruanas durante la guerra de independencia, Adela y Matilde, enamoradas respectivamente de dos oficiales de bandos opuestos, Antonio Ponce y Ramón Escobar, español uno y peruano independentista el otro, acabaran todos por forjar una sólida amistad entre ellos. Paralelamente tienen lugar las últimas campañas de la guerra, en la cual se decidirá el destino del Perú y la América toda y a cuyo término la desgracia se abatirá sobre las dos parejas de jóvenes amantes.

## Sobre el contenido de la obra
Aparte de ser una alabanza a las virtudes de las damas peruanas y de los oficiales y soldados españoles y peruanos realistas que durante catorce años sostuvieron una lucha desigual contra los poderes independientes de toda América del Sur, Adela y Matilde constituye también una interesante fuente para el conocimiento de los usos y costumbres del Perú como también detalles desconocidos acerca del Ejército Real, a lo largo de la obra se hace referencia a los yaravíes entonados por los soldados indígenas, a los bailes propios del país como el "don Mateo" o "el cielo gaucho", a la alimentación que tenían las tropas en campaña, carne de llama asada en las baquetas de los fusiles, o en ocasiones solemnes, huatias, tamales, tortas de maíz acompañadas de dulce de chancaca y para beber de licores a base de aguardiente de Pisco y chicha, a las costumbres de los indios como los chacos de vicuñas y sus fiestas patronales, además de los paisajes andinos adornados con chulpas.

## Personajes principales
- Antonio Ponce, capitán español del regimiento de granaderos montados, quien circunstancialmente visita la hacienda donde habita la bella Adela de la que se enamora perdidamente.
- Adela Escobar, joven hija de un hacendado huamanguino, quien tras quedar huérfana queda al cuidado de su abuelo don Laureano Escobar.
- Ramón Escobar, hermano mayor de Adela, muy joven abandonó su hogar para unirse al ejército libertador del general San Martín, cae prisionero de Ibar tras la batalla de Ica.
- Carlos Ibar, capitán español amigo de Ponce, vive enamorado de una joven arequipeña llamada Pamela, cuyo retrato lleva siempre consigo, muere durante la batalla de Moquegua.
- Matilde Estella, hija de un hacendado iqueño de fanáticas convicciones realistas, se enamora de Escobar a quien encuentra herido en el camino, tras la muerte de su padre y la marcha de Escobar a campaña se disfraza de soldado y parte a unírsele.
- Marcelino Estella, hermano de Matilde y hacendado de Cañete, ante las autoridades coloniales acusa a Escobar de insurgente y de haber seducido y raptado a su hermana a la que posteriormente recluye contra su voluntad en un convento en Huamanga.
- Tadeo Serrano, viejo administrador de la hacienda de don Laureano Escobar, antiguo cabo del regimiento Real de Lima en tiempos del virrey Amat y muy prolijo de palabras, lo que habitualmente causa la exasperación de sus oyentes.
- Lorenzo Serrano, hijo del anterior, antiguo compañero de juegos infantiles de Ramón y Adela, se une al ejército libertador para seguir a su señorito Ramón, cae prisionero durante una escaramuza.